# Dvorec Hošperk
Dvorec Hošperk (nemško Haasberg; Hazberch), tudi dvorec Planina, je nekdanji baročni dvorec v vasi Planina v Občini Postojna, na uravnanem platoju nad strugo reke Unice.

## Zgodovina
Dvorec Hošperk je bil zgrajen po letu 1614, v bližini starega planinskega gradu, so Eggenbergi dali zgraditi baročni dvorec Hošperk, Dolgo časa je veljal za eno najbolj reprezentativnih grajskih stavb na Slovenskem, s čudovitim parkom, katerega ostanki so vidni še dandanes.
Ruševine dvorca, prekrite z rastlinjem in obraščene z drevjem, stojijo na Planini nasprotni strani kraškega Planinskega polja. Leta 1716 je Marija Šarlota Eggenberška poleg gospostva Šteberk in Logatec Hošperk prodala Johannu Casparju Cobenzlu. Ko je leta 1810 rodbina Cobenzl izumrla, pa ga je podedoval Mihael Coronini pl. Cronberg, tj. iz Kromberka. Leta 1846 je drugič prešel v roke rodbine Windischgrätz, ko ga je kupil knez Weriand zu Windischgrätz. Ta rodbina je bila tudi njegov zadnji lastnik. Dvorec so  med drugo svetovno vojno, 27. marca 1944, požgali partizani, takrat je bila popolnoma uničena dragocena notranja oprema, arhiv rodbine ter kasneje tudi družinska grobnica Windischgrätzov.
- Valvasorjeva upodobitev dvorca in starega gradu (1679)
- Pogled na grad Hošperk (Haasberg) (Franz Kurz zum Thurn und Goldenstein, okoli 1859)
- Dvorec leta 1908

## Kapela z rodbinsko grobnico Windischgraetzov
Monumentalna kapela z grobnico Windischgraetzov, iz leta 1898, nedaleč od požganega dvorca Haasberg, je vse od konca 2. svetovne vojne propadala, nakar so jo leta 1966 oskrunili in podrli. 
V obrazložitvi dejanja je bilo navedeno, da kot arhitektura, zidana v neoromanskem slogu, ne predstavlja nobene spomeniške vrednosti.
Šlo je za veliko reprezentativno stavbo, zasnovano kot triladijska cerkvena arhitektura z arkadno vhodno lopo pred glavnim vhodom, višjo glavno ladjo ter nižjima simetričnima stranskima in ravno zaključenima kapelama ob straneh.

### Spominsko obeležje na mestu nekdanje kapele
Šele v letu 2025 je knezu Marianu Hugu (ambasadorju Suverenega malteškega viteškega reda v Sloveniji) in njegovi ženi uspelo pridobiti vsa potrebna soglasja in dovoljenja, da so na mestu nekdanje kapele z rodbinsko grobnico lahko postavili spominsko obeležje s križem in oltarno mizo, tudi z napisno ploščo o pokopanih članih rodbine Windishgraetz.
- Nekdanja kapela z rodbinsko grobnico Windischgraetzov
- Spominsko obeležje na mestu nekdanje kapele (2025)
- Napisna plošča o pokopanih članih rodbine Windishgraetz